# União Esporte Clube
L'União Esporte Clube, també anomenat União de Rondonópolis, és un club de futbol brasiler de la ciutat de Rondonópolis a l'estat de Mato Grosso.

## Història
L'União Esporte Clube nasqué el 6 de juny de 1973. Guanyà el Torneio Incentivo el 1975, 1976 i 1979. Participà en la Primera Divisió brasilera (Copa João Havelange) el 2000. També participà en la Copa do Brasil 2009. L'any 2010 guanyà el campionat matogrossense.

## Palmarès
- Campionat matogrossense:
  - 2010
- Copa Federação Matogrossense de Futebol:
  - 2017, 2021
- Torneio Incentivo:
  - 1975, 1976, 1979

## Estadi
L'União de Rondonópolis juga els seus partits a l'Estadi Engenheiro Lutero Lopes. Té una capacitat per a 18.000 espectadors.